# Mason Miller
Mason James Miller (Pittsburgh, 24 agosto 1998) è un giocatore di baseball statunitense, di ruolo lanciatore, che gioca per i San Diego Padres (MLB).
In precedenza ha giocato in MLB con gli Oakland Athletics/Athletics, con cui ha debuttato nelle Majors nella stagione 2023. Ha partecipato all'All-Star Game nel 2024.